# Spada bastarda

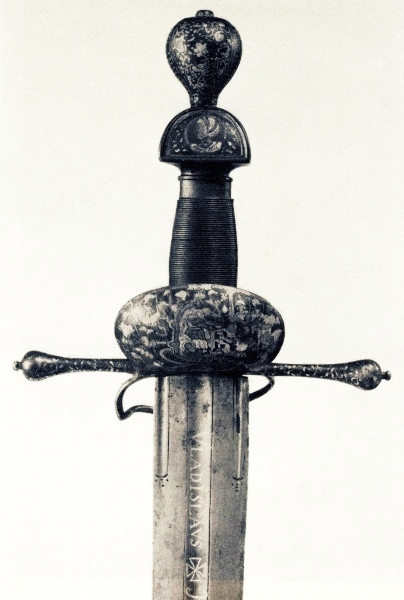
Spada bastarda di Ladislao IV Vasa - Il fornimento presenta guardia a valve e doppio pomolo

La spada bastarda o spada a una mano e mezza è un'arma bianca manesca del tipo spada sviluppata in Europa nel tardo XIV secolo. Si tratta di un ibrido tra la spada d'armi tipica della cavalleria, rispetto alla quale ha un'impugnatura molto più grande e versatile, appunto ad "una mano e mezza", e la spada a due mani usata dai milites per gli scontri a piedi, rispetto alla quale ha però lama più corta. 

La spada bastarda garantiva al guerriero trecentesco una scherma più variegata: poteva infatti essere brandita agevolmente da cavallo, guadagnando maggiore potenza d'impatto rispetto alla spada ad una mano (es. sfruttando il ricasso per manovre come la "Mezza Spada" atte a colpire le parti vulnerabili delle armature a piastre, come le giunture e le fessure) senza i problemi d'ingombro della spada a due mani della quale, comunque, poteva essere un valido sostituto nel combattimento appiedato.

## Storia
L'entrata in uso di questo tipo di arma è solitamente indicato attorno al XIV secolo, tuttavia esperti di armi bianche medievali come Ewart Oakeshott hanno catalogato esemplari riconducibili a questa tipologia di spada già intorno al XIII secolo.
Nel corso del Rinascimento, un'evoluzione della spada bastarda, la Reitschwert, soppiantò, nelle terre gravitanti intorno al Sacro Romano Impero Germanico, la spada d'armi quale arma d'elezione delle forze di cavalleria.

## Costruzione
La spada bastarda era un ibrido assommante in sé caratteristiche tecniche della spada a due mani e della spada d'armi:
- la lama in acciaio, diritta e massiccia, dotata di una buona punta, era poco più lunga di quella della spada d'armi ma poteva presentare il ricasso come la spada lunga, onde facilitare il "gioco stretto" (es. Mezza Spada);
- elsa con manico ad una mano e mezza, pomolo massiccio e guardia a crociera ampia come nella spada lunga, garantiva all'utente una grande versatilità di prese. In alcuni esemplari, la "doppia" presa era enfatizzata dalla presenza di due pomoli: il primo per schiacciare la mano contro la guardia onde facilitare il controllo durante il potente fendente della spada da cavaliere ed il secondo, posizionato sotto il primo, per la presa lunga necessaria alle manovre di scherma.

Prodotto della siderurgia della tarda arte gotica, la spada bastarda presenta spesso fornimento altamente decorato, con pomolo che sviluppa in complicati motivi a viticcio aggrovigliato, guardia a cesto dal profilo fiammeggiante intorno ai bracci della crociera che sono spesso incurvati verso la lama, ornati ai vertici da pomelli o piastre polilobate. Durante il Rinascimento italiano, i medesimi stilemi decorativi sono osservabili nel fornimento della spada da lato italo-spagnola.

Durante il XVII secolo, alcune Reitschwert in uso alla cavalleria pesante dell'Europa settentrionale presentavano ancora chiaramente la linea della spada bastarda tardo-medievale.